# Campionati europei di atletica leggera 2010 - Staffetta 4×100 metri femminile
La competizione si è svolta tra il 31 luglio ed il 1º agosto 2010.

## Podio
| #       | Atleta  | Nazionalità | Tempo | Note             |
| ------- | ------- | ----------- | ----- | ---------------- |
| Oro     | Ucraina | Ucraina     | 42"29 | Record nazionale |
| Argento | Francia | Francia     | 42"45 |                  |
| Bronzo  | Polonia | Polonia     | 42"68 | Record nazionale |

## Record
Prima di questa competizione, il record del mondo (RM), il record europeo (EU) ed il record dei campionati (RC) sono i seguenti:
| Record                | Prestazione | Atleta       | Data                                                       | Competizione            |
| --------------------- | ----------- | ------------ | ---------------------------------------------------------- | ----------------------- |
| Record mondiale       | 41"37       | Germania Est | 6 ottobre 1985 Canberra, Australia                         |                         |
| Record europeo        | 41"37       | Germania Est | 6 ottobre 1985 Canberra, Australia                         |                         |
| Record dei campionati | 41"68       | Germania Est | 1990 Spalato, Repubblica Federale Socialista di Jugoslavia | Campionati europei 1990 |

## Scheda
| Data           | Tempo | Round   |
| -------------- | ----- | ------- |
| 31 luglio 2010 | 10:45 | Round 1 |
| 1 agosto 2010  | 19:50 | Finale  |

## Risultati

### Round 1
Le prime tre staffette in ciascuna batteria e le successive due con i tempi migliori accedono alla finale.

#### Batteria 1
| Pos | Corsia | Nazione     | Atlete                                                                         | Tempo di reazione | Tempo | Note |
| --- | ------ | ----------- | ------------------------------------------------------------------------------ | ----------------- | ----- | ---- |
| 1   | 4      | Ucraina     | Olesya Povh, Nataliya Pohrebnyak, Mariya Ryemyen, Olena Chebanu                | 0.163             | 43.24 | Q    |
| 2   | 1      | Bielorussia | Yulia Nestsiarenka, Katsiaryna Shumak, Alena Neumiarzhitskaya, Yuliya Balykina | 0.183             | 43.69 | Q    |
| 3   | 2      | Spagna      | Ana Torrijos, Digna Luz Murillo, Estela García, Amparo María Cotán             | 0.180             | 43.88 | Q    |
| 4   | 5      | Irlanda     | Amy Foster, Claire Brady, Niamh Whelan, Ailis McSweeney                        | 0.200             | 43.93 |      |
| 5   | 3      | Lituania    | Silva Pesackaite, Edita Kavaliauskiene, Sonata Tamosaityte, Lina Grincikaite   | 0.188             | 44.13 |      |
| 6   | 9      | Italia      | Jessica Paoletta, Tiziana Grasso, Giulia Arcioni, Audrey Alloh                 | 0.293             | 44.15 |      |
| 7   | 6      | Slovenia    | Tina Murn, Sabina Veit, Kristina Žumer, Merlene Ottey                          | 0.230             | 44.30 |      |
| 8   | 7      | Paesi Bassi | Femke van der Meij, Loreanne Kuhurima, Anouk Hagen, Jamile Samuel              | 0.184             | 44.70 |      |
| -   | 8      | Germania    | Yasmin Kwadwo, Marion Wagner, Anne Möllinger, Verena Sailer                    | 0.146             | -     | DSQ  |

#### Batteria 2
| Pos | Corsia | Nazione     | Atlete                                                                    | Tempo di reazione | Tempo | Note |
| --- | ------ | ----------- | ------------------------------------------------------------------------- | ----------------- | ----- | ---- |
| 1   | 2      | Russia      | Yuna Mekhti-Zade, Yuliya Katsura, Yulia Gushchina, Yuliya Chermoshanskaya | 0.177             | 43.23 | Q    |
| 2   | 4      | Polonia     | Marika Popowicz, Daria Korczyńska, Marta Jeschke, Weronika Wedler         | 0.163             | 43.30 | Q    |
| 3   | 8      | Francia     | Céline Distel, Véronique Mang, Nelly Banco, Christine Arron               | 0.200             | 43.35 | Q    |
| 4   | 3      | Belgio      | Olivia Borlée, Hanna Mariën, Élodie Ouédraogo, Frauke Penen               | 0.194             | 43.82 | q    |
| 5   | 9      | Svezia      | Emma Rienas, Lena Berntsson, Elina Backman, Moa Hjelmer                   | 0.177             | 43.90 | q    |
| 6   | 7      | Regno Unito | Joice Maduaka, Montell Douglas, Hayley Jones, Laura Turner                | 0.184             | 44.09 |      |
| 7   | 5      | Bulgaria    | Inna Eftimova, Monika Gachevska, Gabriela Laleva, Ivet Lalova             | 0.194             | 44.72 |      |
| 8   | 1      | Lettonia    | Marlēna Reimane, Ieva Zunda, Sandra Kruma, Jekaterina Čekele              | 0.185             | 44.92 |      |
| 9   | 6      | Norvegia    | Siri Eritsland, Mari Gilde Brubak, Ida Bakke Hansen, Ezinne Okparaebo     | 0.156             | 44.96 |      |

#### Sommario
| Pos | Batteria | Corsia | Nazione     | Atlete                                                                         | Tempo di reazione | Tempo | Note |
| --- | -------- | ------ | ----------- | ------------------------------------------------------------------------------ | ----------------- | ----- | ---- |
| 1   | 2        | 2      | Russia      | Yuna Mekhti-Zade, Yuliya Katsura, Yulia Gushchina, Yuliya Chermoshanskaya      | 0.177             | 43.23 | Q    |
| 2   | 1        | 4      | Ucraina     | Olesya Povh, Nataliya Pohrebnyak, Mariya Ryemyen, Olena Chebanu                | 0.163             | 43.24 | Q    |
| 3   | 2        | 4      | Polonia     | Marika Popowicz, Daria Korczyńska, Marta Jeschke, Weronika Wedler              | 0.163             | 43.30 | Q    |
| 4   | 2        | 8      | Francia     | Céline Distel, Véronique Mang, Nelly Banco, Christine Arron                    | 0.200             | 43.35 | Q    |
| 5   | 1        | 1      | Bielorussia | Yulia Nestsiarenka, Katsiaryna Shumak, Alena Neumiarzhitskaya, Yuliya Balykina | 0.183             | 43.69 | Q    |
| 6   | 2        | 3      | Belgio      | Olivia Borlée, Hanna Mariën, Élodie Ouédraogo, Frauke Penen                    | 0.194             | 43.82 | q    |
| 7   | 1        | 2      | Spagna      | Ana Torrijos, Digna Luz Murillo, Estela García, Amparo María Cotán             | 0.180             | 43.88 | Q    |
| 8   | 2        | 9      | Svezia      | Emma Rienas, Lena Berntsson, Elina Backman, Moa Hjelmer                        | 0.177             | 43.90 | q    |
| 9   | 1        | 5      | Irlanda     | Amy Foster, Niamh Whelan, Claire Brady, Ailis McSweeney                        | 0.200             | 43.93 |      |
| 10  | 2        | 7      | Regno Unito | Joice Maduaka, Montell Douglas, Hayley Jones, Laura Turner                     | 0.184             | 44.09 |      |
| 11  | 1        | 3      | Lituania    | Silva Pesackaite, Edita Kavaliauskiene, Sonata Tamosaityte, Lina Grincikaite   | 0.188             | 44.13 |      |
| 12  | 1        | 9      | Italia      | Jessica Paoletta, Tiziana Grasso, Giulia Arcioni, Audrey Alloh                 | 0.293             | 44.15 |      |
| 13  | 1        | 6      | Slovenia    | Tina Murn, Sabina Veit, Kristina Žumer, Merlene Ottey                          | 0.230             | 44.30 |      |
| 14  | 1        | 7      | Paesi Bassi | Femke van der Meij, Loreanne Kuhurima, Anouk Hagen, Jamile Samuel              | 0.184             | 44.70 |      |
| 15  | 2        | 5      | Bulgaria    | Inna Eftimova, Monika Gachevska, Gabriela Laleva, Ivet Lalova                  | 0.194             | 44.72 |      |
| 16  | 2        | 1      | Lettonia    | Marlēna Reimane, Ieva Zunda, Sandra Kruma, Jekaterina Cekele                   | 0.185             | 44.92 |      |
| 17  | 2        | 6      | Norvegia    | Siri Eritsland, Mari Gilde Brubak, Ida Bakke Hansen, Ezinne Okparaebo          | 0.156             | 44.96 |      |
|     | 1        | 8      | Germania    | Yasmin Kwadwo, Marion Wagner, Anne Möllinger, Verena Sailer                    | 0.146             |       | DSQ  |

### Finale
| Pos     | Corsia | Nazionalità | Atleta                                                                         | Tempo di reazione | Tempo | Note   |
| ------- | ------ | ----------- | ------------------------------------------------------------------------------ | ----------------- | ----- | ------ |
| Oro     | 6      | Ucraina     | Olesya Povh, Nataliya Pohrebnyak, Mariya Ryemyen, Yelizaveta Bryzhina          | 0.156             | 42.29 | WL, NR |
| Argento | 7      | Francia     | Myriam Soumaré, Véronique Mang, Lina Jacques-Sébastien, Christine Arron        | 0.223             | 42.45 |        |
| Bronzo  | 5      | Polonia     | Marika Popowicz, Daria Korczyńska, Marta Jeschke, Weronika Wedler              | 0.221             | 42.68 | NR     |
| 4       | 3      | Russia      | Yuna Mekhti-Zade, Aleksandra Fedoriva, Yulia Gushchina, Yuliya Chermoshanskaya | 0.182             | 42.91 |        |
| 5       | 4      | Bielorussia | Yulia Nestsiarenka, Katsiaryna Shumak, Alena Neumiarzhitskaya, Yuliya Balykina | 0.234             | 43.18 |        |
| 6       | 8      | Spagna      | Ana Torrijos, Digna Luz Murillo, Estela García, Amparo María Cotán             | 0.207             | 43.45 | NR     |
| 7       | 2      | Svezia      | Emma Rienas, Lena Berntsson, Elina Backman, Moa Hjelmer                        | 0.170             | 43.75 |        |
|         | 1      | Belgio      | Olivia Borlée, Hanna Mariën, Élodie Ouédraogo, Frauke Penen                    | 0.195             |       | DNF    |